# ژان مارگراف
ژان مارگراف (فرانسوی: Jean Margraff‎; ۱۷ فوریهٔ ۱۸۷۶ – ۱۱ فوریهٔ ۱۹۵۹) شمشیرباز اهل فرانسه بود.
وی در مسابقات کشوری و بین‌المللی در مجموع برندهٔ ۱ مدال نقره شده‌است.